# 河头老街
河头老街，原名运河唐人街，位于中国河北省唐山市丰南区唐津运河两岸，因坐落于运河的河头而得名。这里曾是清朝时期煤炭运输的重要节点，随着时代的发展，运河运输功能渐渐消失，河头老街被改造成了旅游商业街，2023年以来，先后被官方评为国家级旅游休闲街区、国家级夜间文化和旅游消费集聚区。

## 历史沿革
1881年，清政府为解决开平煤矿煤炭外运问题，在唐山胥各庄与阎庄间挖掘了一条全长35公里的运河，即煤河。因地势原因，煤河挖到胥各庄就终止了，胥各庄因此又被称为“河头”。1888年，唐胥铁路延伸到了天津，煤河的煤炭运输量开始下降。
1959年，中華人民共和國政府为了解决天津、唐山之间日益增多的货物运输问题，决定在煤河北侧开挖一条新运河，取名＂津唐运河＂，但该运河在挖至胥各庄时，因地下流沙，无法继续施工，遂搁置。
2011年，丰南区在唐津运河基础上打造的运河唐人街景区对外开放。2022年，唐山市丰南文化旅游发展有限公司投资5亿元，在原有“运河唐人街”基础上打造河头老街景区。
2023年1月，河头老街首次开放，26天累计接待游客80余万人次；同年10月在中华人民共和国国庆节期间二次开放，31天累计接待游客120余万人次。2024年2月，河头老街正式进入常态化运营阶段。

## 景区设置
坐落在运河两岸的河头老街集“食、游、购、娱、体、展、演”于一体，沿街商铺众多，整体建筑风格古香古色，夜间灯光璀璨。老街内还设有多个主题文化广场，这些广场在不同时间段会开展诸如杂技、戏曲、篝火等不同类型的表演活动。

## 荣誉
- 2023年12月，被中华人民共和国文化和旅游部、国家发展改革委认定为第三批国家级旅游休闲街区;
- 2024年1月，被中华人民共和国文化和旅游部认定为第三批国家级夜间文化和旅游消费集聚区；

## 备注
1. ↑  一说煤河后被称为唐津运河[5]，一说唐津运河是一条与煤河平行的运河[8]。